# إيلسي ويدوسون
إيلسي ويدوسون (بالإنجليزية: Elsie Widdowson)‏ (ولدت في 21 أكتوبر 1906 - توفت في 14 يونيو 2000) كانت اختصاصية تغذية بريطانية. كانت تُشرف مع الطبيب روبرت مكانس على إضافة الفيتامينات في الطعام في بريطانيا أبان الحرب العالمية الثانية.